# Nadir Rüstəmli
Nadir Rüstəmli (pronunciado [nɑˈdiɾ ɾystæmˈli]; Salyán, 8 de julio de 1999) es un cantante azerí conocido por ganar la segunda edición de Səs Azərbaycan (versión azerí de The Voice) y por representar a Azerbaiyán en el Festival Internacional de la Canción de Youthvision en 2019, donde obtuvo un segundo puesto. En 2022, representará a Azerbaiyán en el Festival de la Canción de Eurovisión.

## Biografía
Nacido en Salyán, Rüstəmli asistió a la escuela secundaria n°3 entre 2005 y 2016. En su juventud, recibió formación pianística en la Escuela de Música Gulu Asgarov de su ciudad natal. En 2021, Rustamli se graduó de la Universidad de Turismo y Gestión de Azerbaiyán con un título en administración de empresas.

## Carrera profesional
Desde 2017, Rüstəmli ha participado en varios concursos, incluido el concurso internacional de canciones estudiantiles Youthvision en 2019, donde terminó segundo entre 21 concursantes.

### 2021:La Voz de Azerbaiyán
En 2021, competiría en la segunda temporada de Səs Azərbaycan. En la primera fase, cantó una versión de "Writing's on the Wall", pasando a la segunda fase en el equipo de Eldar Qasımov. En esta ronda, junto con el también cantante Amir Pashayev, cantó una versión de Beggin' y Eldar finalmente se quedó con Nadir. En la siguiente ronda, cantó "Khatiradir", clasificándose para la final. En la final, interpretó una versión de Running Scared, ganando el programa con un porcentaje de televoto del 42,6%.

### 2022:Festival de la Canción de Eurovisión 2022
El 16 de febrero de 2022, İctimai Televisión anunció que habían seleccionado internamente a Rüstəmli para representar a Azerbaiyán en el Festival de la Canción de Eurovisión 2022.